# 아서 애시
아서 로버트 애시 주니어(Arthur Robert Ashe, Jr., 1943년 7월 10일 ~ 1993년 2월 6일)는 미국의 프로 테니스 선수이다. 그는 총 3개의 그랜드 슬램 타이틀을 따내는 등 뛰어난 성적을 거둬 미국 테니스 역사에 중요한 업적을 남겼으며, US 오픈이 열리는 빌리 진 킹 네셔널 테니스 센터의 센터 코트는 그의 이름을 따 아서 애시 스타디움으로 불린다. 그는 선수 생활 외에 왕성한 사회 활동을 벌였던 것으로도 잘 알려져 있다. 1988년 심장 수술을 받을 당시 HIV 바이러스에 감염된 혈액을 수혈받아 에이즈에 걸렸고, 1992년 이를 공표했다.